# Bnei Baruch
Bnei Baruch (conosciuta anche come Kabbalah Laam, in ebraico קבלה לעם‎?) è un’associazione per lo studio e la diffusione della Kabbalah fondata da Michael Laitman nel 1991. Si ritiene che abbia circa 50.000 seguaci in Israele e circa 150.000 nel mondo.

## Storia
Bnei Baruch è il maggiore fra diversi gruppi che insegnano la Kabbalah secondo la tradizione della dinastia Ashlag del Chassidismo. Il rabbino Yehuda Ashlag emigra dalla Polonia in Israele nel 1921, dopo avere correttamente predetto che gli Ebrei che rimarranno in Polonia periranno. Scrive un celebre commentario dello Zohar chiamato Sulam (La scala), e per questo è soprannominato Baal HaSulam, "l’autore della Scala". Diventa rapidamente popolare in Israele, ed è consultato su questioni di Kabbalah dallo stesso primo premier dello Stato di Israele, David Ben Gurion. Convinto che l’affermazione “Ama il tuo amico come te stesso” riassuma l’essenza della Kabbalah, Yehuda Ashlag propone una teoria che chiama "comunismo altruista”, una forma di socialismo fondata sui principi dell’altruismo e diversa dal comunismo materialista di stampo sovietico, che critica aspramente. "Accenna" pure all’idea universalista d’insegnare la Kabbalah ai non Ebrei, ma questo progetto sarà sviluppato compiutamente solo dai suoi successori.
Yehuda Ashlag muore nel 1954 nel giorno di Yom Kippur. Dopo la sua morte, i discepoli si dividono. Alcuni seguono uno dei suoi collaboratori, Yehuda Tzvi Brandwein (1904-1969), che è diventato il cognato di Ashlag dopo il suo secondo matrimonio. La branca di Brandwein, direttamente o indirettamente, si situa alle origini di diversi gruppi contemporanei della Kabbalah ispirata a Yehuda Ashlag, compreso il Centro Studi di Kabbalà di Philip Berg. Altri discepoli di Yehuda Ashlag accettano la leadership di due dei suoi quattro figli: Bejamin Shlomo Ashlag (1907-1991), la cui branca rimane relativamente piccola, e Baruch Ashlag.
Per resistere a un tentativo del fratello, Benjamin Shlomo Ashlag, di rivendicare la proprietà esclusiva del copyright sulle opere del padre presso i tribunali britannici, Baruch Shalom Ashlag, noto anche come “Rabash”, si trasferisce per un certo periodo di tempo in Inghilterra e torna in Israele solo dopo che il processo si è concluso in modo a lui favorevole. Tornato in Israele, Rabash inizia a formare un gruppo di discepoli a Bnei Brak. In gran parte si tratta di ex studenti di suo padre, ai quali insegna l’importanza del “lavoro di gruppo”, che per lui significa, come spiegato in dettaglio nei suoi scritti, la coltivazione e la pratica dell’amore fraterno fra gli allievi. Baruch Ashlag muore nel 1991 e anche I suoi discepoli si dividono in diversi gruppi. Bnei Brak è un centro dell'ebraismo charedì (ultra-ortodosso), ma non tutti i discepoli di Baruch Ashlag vengono da questa corrente. La maggioranza dei discepoli non ultra-ortodossi è stata introdotta nella sua cerchia da Michael Laitman, che il giornale charedì HaModia chiama nel 1991 “la persona fedele della casa di Rabash”, riconoscendo in lui uno dei più vicini discepoli del maestro. Accettando questi studenti, Baruch Ashlag apre una nuova strada nell’insegnamento della Kabbalah, che fino ad allora era stato considerato come vietato a chi non fosse ebreo ortodosso.
Alcuni discepoli ultra-ortodossi accettano la leadership del figlio di Baruch Ashlag, Shmuel Ashlag (1928-1997); altri seguono vari discepoli del maestro. Laitman decide di prendere le distanze da questo clima di divisioni e si reca a Toronto per assistere il padre malato nei suoi ultimi mesi di vita. Torna poi in Israele, dove continua a studiare la Kabbalah e pubblica i primi scritti, basati sulle sessioni di studio private che aveva avuto con Baruch Ashlag. Solo dopo qualche anno Laitman inizia a insegnare, ed è riconosciuto da alcuni discepoli di Baruch Ashlag come il suo legittimo successore, particolarmente dopo che questo riconoscimento è confermato dalla vedova del maestro scomparso, Feiga, che aveva sposato Rabash nel 1990.
Laitman nasce a Vicebsk, nell’attuale Bielorussia, nel 1946. È chiamato dai suoi discepoli Rav o Rabbi utilizzando un titolo onorifico, dal momento che non è un rabbino ordinato né guida servizi religiosi. È anche chiamato dai discepoli “Dr. Laitman”, sulla base di un dottorato che ha ricevuto nel 2004 presso l’Istituto di Filosofia della Accademia russa delle scienze. In effetti, la formazione di Laitman è nel campo della scienza, non della religione. Sviluppa un interesse per la tradizione ebraica solo dopo essere emigrato in Israele, nel 1974. S’interessa per un certo periodo di tempo del Centro Studi di Kabbalà, ma le sue relazioni esatte con questa organizzazione sono oggetto di discussione. Fonti vicine al Centro Studi di Kabbalà affermano che ha studiato in questo Centro “per uno o due anni”, mentre Laitman dichiara di non avere mai frequentato i suoi corsi e di avere seguito solo alcune lezioni private in casa di Philip Berg, ma di essersi presto disilluso sul suo conto. Poco dopo, nel 1979, Laitman diventa un discepolo di Baruch Ashlag.
Agli inizi degli anni 1990, Laitman fonda Bnei Baruch ("Figli di Baruch") nella forma di un piccolo gruppo di studio che si riunisce presso il suo appartamento a Bnei Brak. Il gruppo cresce gradualmente. Fonti interne riferiscono che l’anno del successo vero e proprio è il 1997, quando il movimento inizia a offrire corsi gratuiti di Kabbalah tramite Internet e la radio (la televisione seguirà nel 2007), e finisce per spostare la sua sede da Bnei Brak a Petah Tiqwa. Attraverso Internet, Bnei Baruch inizia a reclutare seguaci in tutto il mondo. Oggi è presente in 107 paesi, con 150.000 studenti regolari, 50.000 dei quali sono israeliani: il numero di due milioni, menzionato spesso dallo stesso movimento, si riferisce piuttosto ai visitatori annuali dei suoi diversi siti Web. Convegni sono organizzati ogni anno a Tel Aviv con circa seimila partecipanti, comprese personalità politiche e culturali locali. Per esempio, tre ministri del partito Likud hanno partecipato al convegno del 2016. Nel 2011, in un periodo di disordini in Israele paralleli alla Primavera araba, Bnei Baruch fonda Arvut ("Responsabilità mutua"), un movimento sociale non politico. Studenti di Bnei Baruch hanno anche fondato un partito politico, Beyachad ("Insieme"), che ha partecipato nel 2013 alle elezioni comunali a Petah Tikva, risultando il partito più votato.
Bnei Baruch ha anche ispirato gruppi musicali, romanzieri e artisti. Un famoso musicista israeliano che ha studiato con Bnei Baruch, e anche prodotto musica ispirata alla Kabbalah, è Arkadi Duchin. Anche due noti attori teatrali israeliani, Israel Sasha Demidov e Henry David, sono studenti regolari nel movimento. Due romanzi nati all’interno di Bnei Baruch sono Il Kabbalista del regista Semion Vinokur (2012), una biografia “cinematografica” di Yehuda Ashlag, e L’Egotista di Jesse Bogner (2014), la cronaca di un percorso da un’esistenza annoiata nel jet set di New York alla Kabbalah. Nel campo dell’arte moderna, l’austriaca Zenita Komad è una delle personalità che si ispirano alle teorie di Bnei Baruch.

## Dottrina
Laitman guida ogni giorno lezioni dalle tre alle sei del mattino (ora locale) e dalle sei alle otto di sera, o dal vivo (normalmente a Petah Tiqwa) o via Internet. Le lezioni sono tradotte simultaneamente in otto lingue, tra cui l’inglese, il russo, il cinese, il turco, l’italiano e il giapponese, e le relative registrazioni sono tradotte in altre sette lingue, tra cui l’arabo. Molti studenti di Bnei Baruch seguono le lezioni quotidianamente, ma ognuno è libero di scegliere il ritmo che preferisce. Bnei Baruch ha 27 centri in Israele e più di 150 nel mondo, dove ogni settimana studenti di Laitman tengono corsi d’introduzione alla Kabbalah. In questi corsi introduttivi non c’è separazione fra uomini e donne, mentre nelle lezioni quotidiane del mattino e della sera uomini e donne studiano separatamente, ancorché la separazione assuma modalità diverse a seconda dei paesi. Come ha notato lo studioso italiano di nuovi movimenti religiosi, Massimo Introvigne, questa separazione “ha suscitato reazioni critiche” anche se “non è priva di precedenti nelle scuole di Kabbalah ed era già praticata da Baruch Ashlag”.
Laitman sostiene che quella che insegna non è una religione ma una scienza, una pretesa che cerca di fondare su una precisa visione della storia. Laitman insegna che quello che per Yehuda Ashlag è il principio fondamentale della Kabbalah, “ama il tuo amico come te stesso”, che è anche la strada per avvicinarsi al Creatore, fu scoperto a Babilonia da Abramo, che peraltro non era un ebreo ma un babilonese. Secondo Laitman, ai tempi di Abramo Babilonia era tormentata da una grave crisi di egocentrismo, che metteva gli abitanti della città gli uni contro gli altri e disgregava il tessuto sociale. Cercando la radice di questa crisi sociale, Abramo scopre il Creatore (che Laitman, sulla scia di Yehuda Ashlag, identifica con la forza dell’amore e del dono). Abramo si rende conto che l’esplosione di egocentrismo per i babilonesi è un’opportunità provvidenziale di cercare l’unità fra loro a un livello più alto e di scoprire il Creatore, e inizia a diffondere questa nozione nella città.
Secondo Laitman, il piccolo gruppo di studenti radunato a Babilonia intorno ad Abramo è chiamato "Israele”, per il suo desiderio di avvicinarsi al Creatore (dalle parole Yashar El, che significano “diretto verso il Creatore”). Come riassunto da Myers, Bnei Baruch insegna che questo gruppo aveva assunto “una denominazione su base spirituale” piuttosto che etnica o religiosa. Il nome “Israele” indicava piuttosto una pratica fondata sul metodo, che sarebbe stato insegnato da Abramo, di far prevalere l’unità sull’egocentrismo. Benché Abramo avesse radunato solo pochi discepoli, la sua saggezza avrebbe gradualmente conquistato un numero significativo di seguaci, che, consolidatisi nel tempo, avrebbero costruito il Tempio di Salomone e poi il Secondo Tempio. Tuttavia l’egocentrismo tornò a prevalere, il Primo e il Secondo Tempio furono distrutti, e gli “Israeliti” si dispersero tra le nazioni. Ma questa dispersione aveva lo scopo provvidenziale di permettere la riforma (“correzione”) del mondo intero.
Una componente fondamentale nello sviluppo di Israele e dell’umanità, insegna Bnei Baruch, è il desiderio, che si articola in diversi livelli. Il primo livello corrisponde allo sviluppo dei desideri elementari: del cibo, della sessualità, di un luogo dove ripararsi. I tre gradi successivi nello sviluppo del desiderio si riferiscono a desideri sociali: di avere proprietà, di acquisire fama e potere, e infine di conoscere in qualche modo il reale. Lo sviluppo di questi desideri è la chiave del progresso: quando un nuovo desiderio si manifesta, l’umanità trova una soluzione tecnologica per soddisfarlo, e nasce una nuova e più avanzata tecnologia. Il quinto livello del desiderio, l’ultimo a manifestarsi, è il desiderio spirituale. Si sviluppa come un senso d’insoddisfazione rispetto alla mera realizzazione dei desideri di livello più basso, e genera una ricerca esistenziale nella persona, normalmente verbalizzata nella domanda “Qual è il significato della vita?” Un tempo, insegna Bnei Baruch, il desiderio spirituale era raro, e per questo il rabbino Shimon bar Yohai ordinò di mantenere segreta la Kabbalah. Tuttavia, mentre nel corso dei secoli il mondo precipitava in una crisi spirituale sempre più profonda, aumentava il numero di anime dotate di desiderio spirituale. Per questa ragione Isaac Luria, secondo Bnei Baruch, aprì lo studio della Kabbalah a tutti gli Ebrei, e Yehuda Ashlag lo estese anche ai non Ebrei. Dalla fine del ventesimo secolo, insiste Bnei Baruch, il metodo per connettersi e superare l’egocentrismo che sarebbe stato scoperto a Babilonia da Abramo, e sviluppato dai maestri di Kabbalah nel corso di oltre due millenni, dev’essere diffuso a tutta l’umanità.
Due nozioni fondamentali insegnate da Bnei Baruch sono quelle di “correzione” e “connessione”. La correzione, un concetto fondamentale in tutta la Kabbalah, indica lo sforzo continuo di passare dall’odio all’amore e dall’egoismo all’altruismo. Il principio generale è che il mondo continua a essere dominato dall’egocentrismo e dal conflitto, ma possiamo "connetterci" risalendo a un livello superiore rispetto a quello della vita ordinaria. "Se ci connettiamo correttamente”, afferma Laitman, “scopriamo in questa connessione tra noi una forza speciale" che possiamo anche chiamare Dio: "Dio è la forza che l’umanità scopre tramite le giuste connessioni tra le persone”. Laitman afferma che in futuro saremo capaci di realizzare il “comunismo altruista” di Yehuda Ashlag che, insiste, è “completamente diverso” dal comunismo sovietico: “Dobbiamo costruire una società equilibrata dove la forza superiore, che è la forza della connessione e dell’amore, è tra noi e ci connette fra noi, e così avremo raggiunto la completa correzione”.

## Controversie
Bnei Baruch è criticato in Israele da tre gruppi diversi. Anzitutto, alcuni studiosi accademici della Kabbalah nella tradizione di Gershom Scholem considerano l’accostamento “pragmatico” di Bnei Baruch agli insegnamenti cabalistici come non filologicamente corretto né fedele alle fonti antiche. Questa critica rimane peraltro sostanzialmente confinata al mondo accademico. Ambienti ultra-ortodossi insistono che la Kabbalah va insegnata solo a Ebrei in possesso dei necessari requisiti, e considerano la disseminazione della Kabbalah ai non Ebrei da parte di Bnei Baruch come un’eresia e un sacrilegio. Infine, alcuni esponenti dei cosiddetti movimenti anti-sette considerano Bnei Baruch una setta, accusandolo di culto della personalità del suo leader, di richiedere contributi in denaro eccessivi agli studenti, e di sottoporli al lavaggio del cervello. Come hanno notato due studiosi israeliani, Marianna Ruah-Midbar e Adam Klin-Oron, una caratteristica unica dell’ambiente anti-sette israeliano è che Ebrei ultra-ortodossi e critici laici delle “sette” collaborano strettamente in alcune delle sue organizzazioni, così che diventa difficile distinguere fra critiche “laiche” e teologiche rivolte ai gruppi etichettati come “sette”. Un altro studioso israeliano, Boaz Huss, fa notare che l’accostamento pratico di Bnei Baruch alla Kabbalah è molto diverso dalle ricostruzioni accademiche di Scholem o di Moshe Idel, e anche dalla Kabbalah insegnata in ambienti ultra-ortodossi, il che contribuisce a spiegare le controversie. D’altro canto, Introvigne ha concluso, dopo una osservazione partecipante del movimento in vari paesi, che Bnei Baruch non cerca di “convertire” a una religione e che, ancorché gli studenti manifestino un’intensa devozione al maestro e consacrino in media al movimento tempo e risorse in misura maggiore di quanto avviene in altre realtà, il loro atteggiamento non è inedito né inconsueto tra i movimenti spirituali, e le critiche si spiegano anche con il dibattito molto vivace in Israele su chi – tra gli accademici, le autorità religiose, e i maestri indipendenti come Laitman – sia davvero "autorizzato" a definire che cos’è la Kabbalah. Laitman viene definito e chiamato Rav dai suoi studenti ma in realtà non ha nessuna carica ricevuta dal Rabbinato.